# Mike Knox
Michael Shawn Hettinga (San Bernardino, 17 luglio 1978) è un wrestler statunitense.
Noto per i suoi trascorso nella World Wrestling Entertainment con il ring name Mike Knox e nella Total Nonstop Action Wrestling come Knux.

## Carriera

### Impact Zone Wrestling (2002-2005)
Hettinga è stato allenato da Steve "Navajo Warrior" Islas e ha iniziato a lottare proprio nella sua federazione, la Impact Zone Wrestling, nel 2002. Durante la sua permanenza, ha ottenuto l'IZW Heavyweight Championship in due occasioni. Ha anche vinto, in coppia con l'amico-nemico Derek Neikirk, l'IZW Tag Team Championship in un'occasione.

### World Wrestling Entertainment (2005-2010)

#### Varie faide (2006-2010)
Knox firmò un contratto di sviluppo con la WWE a febbraio 2005. Prima di debuttare ufficialmente, fece qualche apparizione negli show televisivi, tra cui una come "terrorista" di Muhammed Hassan. Proprio il segmento con Hassan portò all'allontanamento del wrestler con la gimmick dell'arabo, a causa delle critiche ricevute.
Con il ring name Mike Knox, fece il suo debutto nella Extreme Championship Wrestling (ECW) da heel, interrompendo uno striptease di Kelly Kelly (ancora sconosciuta on-screen), arrivando dal backstage per coprirla con un asciugamano e riportarla negli spogliatoi. Venne successivamente rivelato che Knox e Kelly fossero fidanzati (kayfabe). Kelly, sempre secondo la kayfabe, era un'esibizionista, ma Knox non aveva apprezzato il fatto che lei volesse spogliarsi in pubblico. Per il suo match di debutto, nella vittoria contro Danny Doring, Kelly accompagnò Knox come manager. Knox ricevette un push intervenendo anche in altri match e distruggendo i suoi avversari. Formò, per un breve periodo, un tag team con Test. Iniziò una rivalità con CM Punk, a causa della gelosia per l'ammirazione di Kelly nei confronti di Punk. La rivalità si rivelo a senso unico: Punk vinse tutti gli incontri.
Knox fece il suo debutto in pay-per-view a Survivor Series 2006, come parte del team dei Rated RKO venendo eliminato. La sua successiva apparizione segnò l'abbandono di Kelly Kelly a December to Dismember, causando la sconfitta del suo team. In seguito l'attaccò nella puntata successiva di ECW On Sci-Fi, rendendo definitiva la separazione tra i due. Knox scomparve dalle scene per un po' di tempo.
A gennaio 2007, la WWE decise di svincolare diversi wrestler: Knox e Tatanka sono stati tra i papabili per il licenziamento, ma alla fine il solo Tatanka fu inserito nella lista, mentre Knox rimase in federazione.
Il 13 febbraio 2007, tornò in ECW, perdendo contro CM Punk ed è così sparito dagli schermi un'altra volta, per diversi mesi.
Il 1º marzo 2007, tornò nei territori di sviluppo della WWE, riformando con Derek Neikirk il Team Elite. In squadra, sconfissero Major Brothers, conquistando per la prima volta i DSW Tag Team Championships. Dopo la chiusura della DSW, Knox venne mandato nella Florida Championship Wrestling (FCW)
L'11 settembre 2007, fece il suo ritorno in ECW sconfiggendo Balls Mahoney. La settimana seguente, in una rivincita con Mahoney, venendo sconfitto. Nella puntata successiva batté Nunzio. Venne poi mandato contro CM Punk per l'ECW Championship, ma fu schienato da Punk dopo una Go To Sleep. Dopo mesi senza
alcuna storyline di rilievo, incominciò una rivalità con Tommy Dreamer, che sconfisse in diversi incontri, tra cui un Extreme Rules match nella centesima puntata di ECW On Sci-Fi. Si rese poi protagonista di una rivalità con Finlay, che dopo una serie di confronti verbali portò ad un match nell'edizione della ECW del 26 settembre 2008, vinto da Finlay.

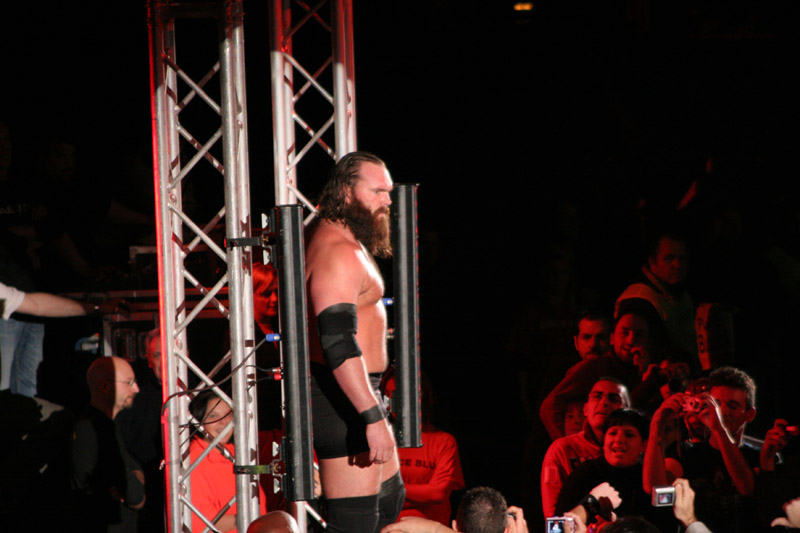
Mike Knox

Nelle puntate di Raw del 27 ottobre e 3 novembre 2008 vennero trasmessi due segmenti promozionali che annunciavano il debutto di Mike Knox nell'omonimo roster. Il suo personaggio subì un drastico cambiamento estetico: Knox abbandonò il look curato delle origini in favore di capelli lunghi e barba folta, che contribuirono a conferirgli un’immagine più cupa e minacciosa.
Debuttò ufficialmente il 10 novembre, sconfiggendo D-Lo Brown. Nelle settimane seguenti attaccò Rey Mysterio in più occasioni, dando vita a una breve rivalità culminata in una sconfitta per Knox. Tuttavia, continuò ad aggredire Mysterio anche dopo il match. Intervistato da Todd Grisham circa le ragioni dei suoi attacchi, rispose enigmaticamente di "non saperlo".
Durante un live event a Cape Girardeau, Missouri, vinse una battle royal che gli garantì un posto nell’Elimination Chamber match per il World Heavyweight Championship, disputatosi a No Way Out nel febbraio 2009, dove venne eliminato da Chris Jericho come secondo partecipante.
Il 15 aprile fu trasferito a SmackDown in seguito al draft supplementare del 2009. Esordì nel nuovo roster l'8 maggio, battendo R-Truth. Tuttavia, quello rappresentò il suo ultimo successo in federazione: da quel momento, Knox fu sconfitto in tutti i successivi 30 incontri trasmessi in televisione — tra match singoli, tag team e a più partecipanti — sia a SmackDown che a Superstars.
Nel tentativo di rinnovare il suo personaggio, nell’agosto 2009 introdusse un nuovo elemento caratterizzante: un interesse per la biologia e l’anatomia umana, sfruttato per infliggere dolore ai suoi avversari in maniera fredda e metodica.  Il suo ultimo match risale al 23 aprile 2010, quando fu sconfitto da JTG durante un episodio di SmackDown. Nello stesso giorno, la WWE annunciò ufficialmente il suo rilascio.

### Total Nonstop Action Wrestling (2012-2015)

#### Aces & Eights (2012-2013)
Nel maggio 2012 Mike Knox ha fatto un dark match in TNA contro Devon e poi come membro mascherato della stable Aces & 8s attaccando Sting ed altre superstars della TNA.
Durante la puntata di iMPACT!, si rivela essere uno dei membri dell'Aces & Eights venendo smascherato da Kurt Angle. Knox si vendicherà la settimana dopo attaccandolo con un martello. Perderà in seguito il suo match di debutto contro Sting, alla fine del match l'Hall of Famer colpirà Knox con il suo martello.

#### The Menagerie (2014–2015)
Nell'agosto del 2014 forma la stable The Menagerie i membri sono the freak, crazzy Steve e rebel.
Disputano alcuni match contro i bromans in cui li vincono.

## Personaggio

### Mosse finali
- Knox Out (Swinging reverse STO)
- Bicycle kick
- Sitout Spinebuster - TNA

### Musiche d'ingresso
- Death Grip di Jim Johnston (WWE)

## Titoli e riconoscimenti
Deep South Wrestling
- DSW Tag Team Championship (1) - con Derek Neikirk

Impact Zone Wrestling
- IZW Heavyweight Championship (2)
- IZW Tag Team Championship (1) – con Derek Neikirk

Pro Wrestling Illustrated
- 87º tra i 500 migliori wrestler singoli nella PWI 500 (2009)